# City Green Court (Praha)
City Green Court je kancelářská budova stojící na rohu ulic Hvězdova a Pujmanové v Praze Pankráci. Přední obchodní lokalitě, která byla postupně vytvořena podle návrhu světového architekta Richarda Meiera, se přezdívá Zlatý vršek.
Investorem a developerem projektu byla Skanska Commercial Development Europe, budovu postavila Skanska Construction, divize Pozemní stavitelství. City Green Court v Q2 2012 koupil do svého portfolia německý realitní fond Deka Immobilien za 53,7 mil EUR.
Dlouholetými nájemci jsou společnosti PwC a GlaxoSmithKline. V přízemí budovy je oblíbené bistro Fresherie.    
V roce 2020 byla naproti dokončena budova Parkview, která je mladším sourozencem City Green Courtu. Navrhl ji stejný architekt, realizovala Skanska a jejím současným dlouhodobým vlastníkem je opět Deka Immobilien.

## Popis

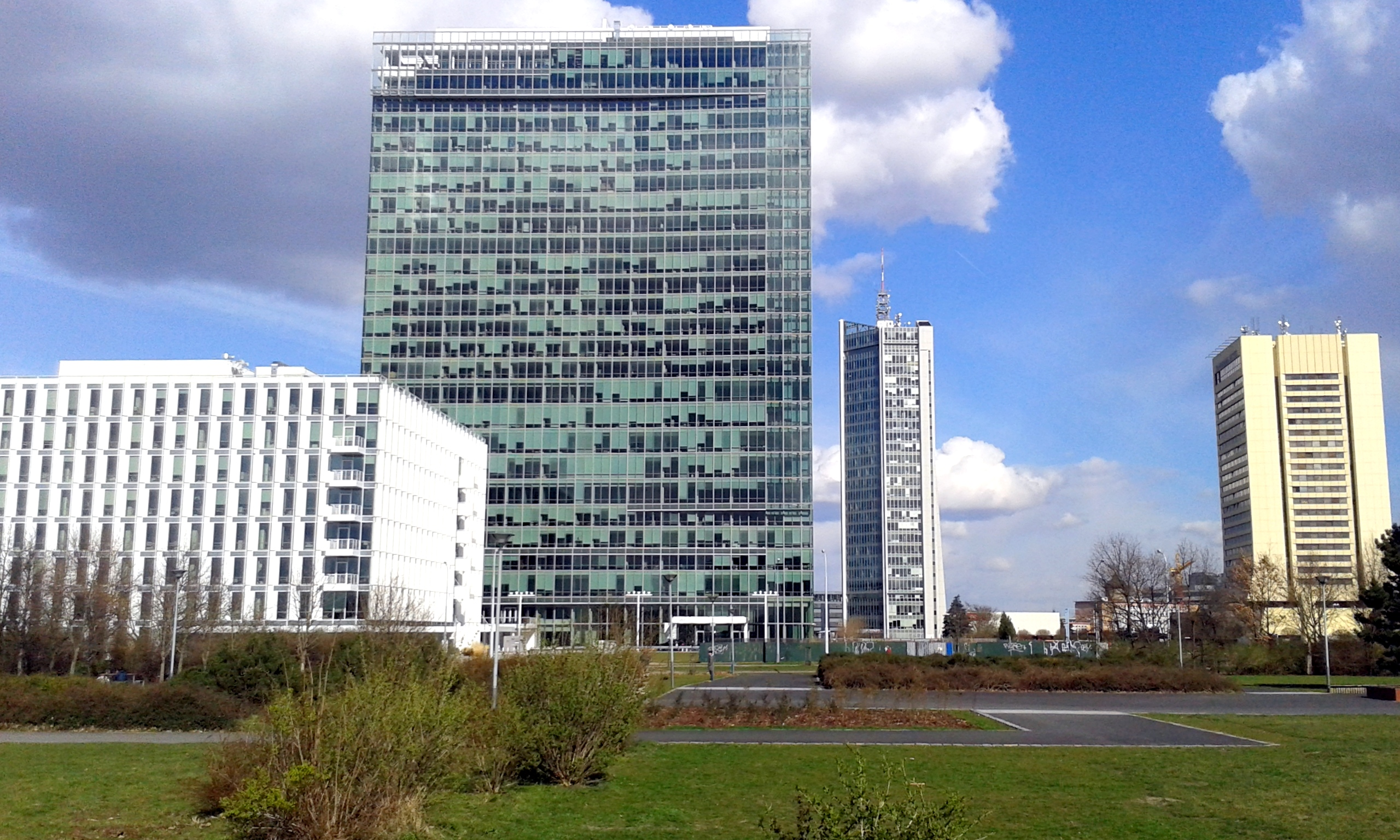
Pankrácká pláň, v popředí bílý City Green Court, za ním City Tower. Vpravo V Tower a Main Point Pankrác.

Autorem architektonického návrhu je newyorské studio Richard Meier & Partners. Výstavba budovy probíhala mezi lety 2010 až 2012. V osmi patrech se nachází celkem 16 300 m² kancelářských prostor. Budova jako první komerční budovou v Česku získala mezinárodní environmentální certifikaci LEED Platinum, konkrétně Core & Shell za svou fasádu a Commercial Interior za svůj interiér.  
K inovativním prvkům patří: propracovaný systému regulace osvětlení v závislosti na denním světle, zelená střecha a zavlažovací systém s využitím dešťové vody, moderní LED osvětlení, úsporné vodovodní baterie, energeticky šetrné spotřebiče a měření spotřeby vody a energie.    
City Green Court díky tomu vykazuje snížení ročních nákladů na energie v budově o více než 56 % oproti standardní budově. Díky úsporným opatřením a využívání dešťové vody šetří City Green Court přibližně o 25 % méně pitné vody v porovnání se spotřebou běžné kancelářské budovy používané v rámci LEED certifikace.  

## Ocenění
City Green Court získal řadu ocenění:   
- CIJ Awards - Best Office Development of the Year 2012 
- ESSA - Environmental, Social and Sustainability Award 2013 
- Stavba roku - Cena ministra životního prostředí za ekologickou stavbu roku 2013
- Best of Realty - Nová administrativní centra roku 2012 (1. místo)
- World Green Building Council - Leadership in Building Design and Performance Award 2013
- Česká rada pro šetrné budovy - Čestné uznání za přínos k rozvoji šetrného stavitelství realizací budovy s environmentální certifikací (2013)